# Alaimus mucronatus
Alaimus mucronatus is een rondwormensoort uit de familie van de Alaimidae. De wetenschappelijke naam van de soort is voor het eerst geldig gepubliceerd in 1950 door Altherr.